# Ислам в Габоне

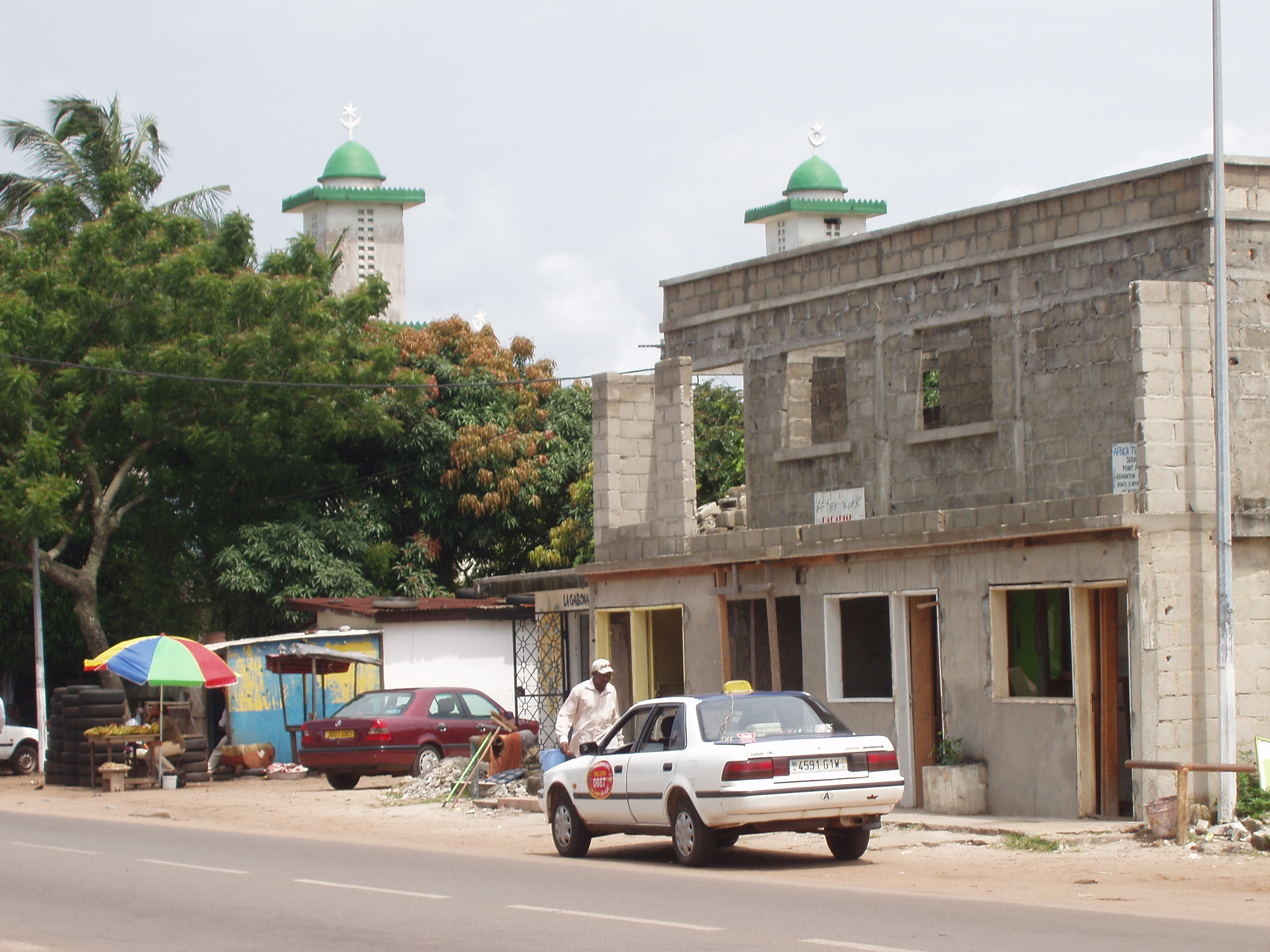
Мечеть в Порт-Жантиле

Ислам в Габоне — религия меньшинства. По разным оценкам, его исповедуют от 1 до 12 %, а 73 % исповедует христианство.

## Описание
90 % мусульман Габона — иностранцы, проживающие в стране. В 2004 году в столице страны Либревиле состоялась первая конференция мусульман в Габоне. Целью этой конференции было продвижение толерантного, единого ислама в его практике. По итогам конференции была принята хартия о мусульманском богослужении и создан Высший совет по исламским делам в Габоне. Высший совет по исламским делам в Габоне стал организацией объединившей всех габонских мусульман. Организацию возглавил Али Ондимба Бонго.
Согласно Конституции Габона, все граждане пользуются религиозной свободой, правительство в целом уважает религиозные права верующих. Некоторые мусульманские праздники являются выходными днями: Ураза-байрам и Курбан-байрам. Кроме того, государственное телевидение оставляет эфирное время для имамов также как для священнослужителей разных христианских конфессий. Габон является членом Организации исламского сотрудничества.